# Stewart Springer
Pour les articles homonymes, voir Springer.
Stewart Springer (5 juin 1906 - 23 août 1991) est un  ichtyologiste américain.